# Donzac, Gironde
Donzac là một xã trong tỉnh Gironde, thuộc vùng Nouvelle-Aquitaine của nước Pháp, có dân số là 124 người (thời điểm 1999). Donzac là một nơi trồng nho, thuộc vùng trồng nho Cadillac và Premières Côtes de Bordeaux.